# ロブ・ロイ (ベルリオーズ)

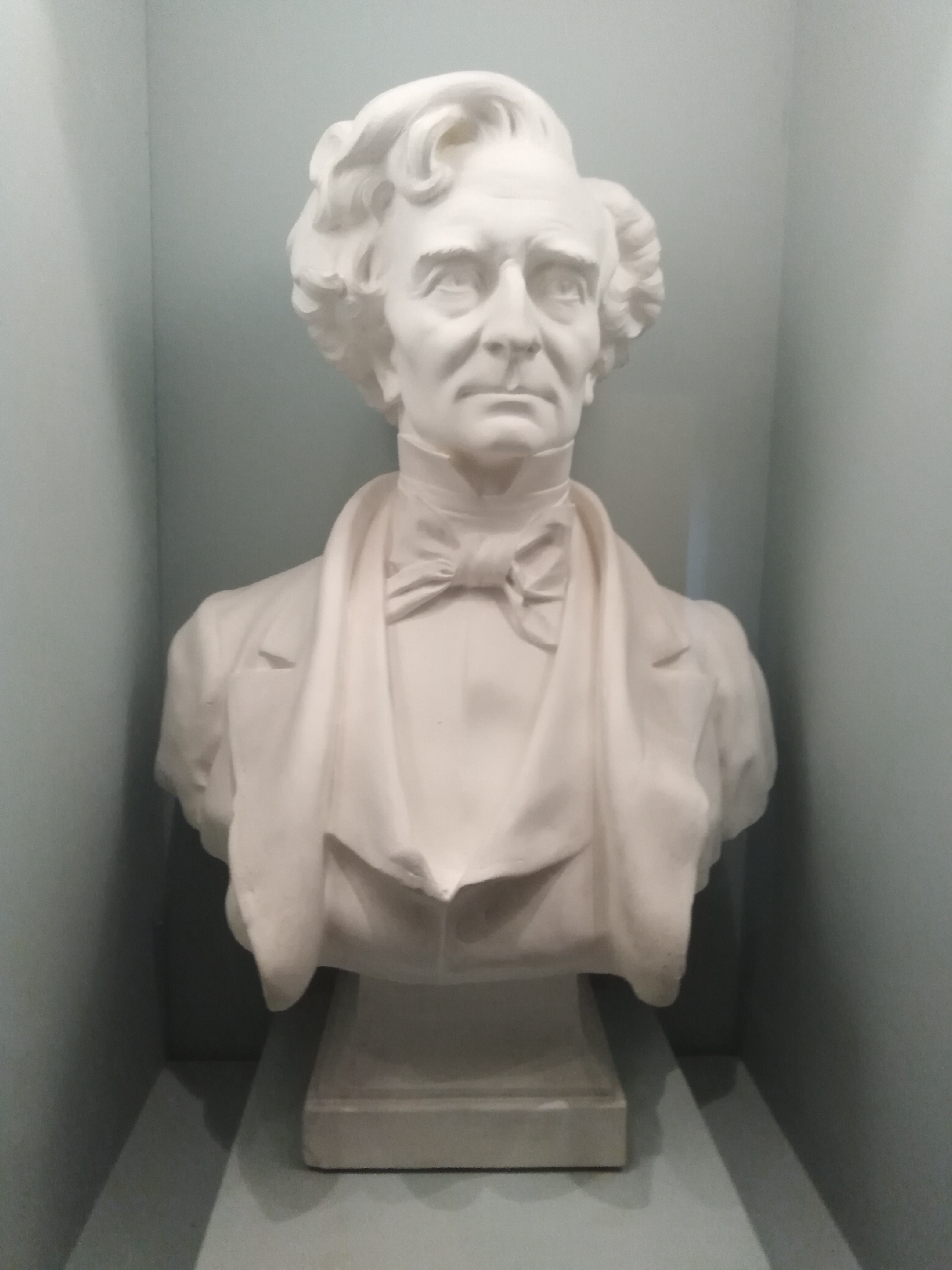
ベルリオーズ

序曲『ロブ・ロイ』（イタリア語:  Intrata di Rob Roy Macgregor）作品3（H.54）は、フランスの作曲家エクトル・ベルリオーズが1832年にローマで作曲した管弦楽曲である。なお、オリジナルの表題は「イントラータ・ディ・ロブ・ロイ・マグレゴール」とイタリア語で書かれている。本作は演奏会用序曲であり、オペラ自体は存在しない。

## 作曲の経緯・初演
ベルリオーズがウォルター・スコットの小説『ロブ・ロイ』（1817年）に想を得て作曲したものだが、「マグレガー」の名前は1831年にパリの劇場で初演されたジョセフ・ムーア（Joseph Moore）の『2幕のエピソード、スコットランドの山人・マグレガー』に由来している。1833年4月14日にパリ音楽院ホールにおいてフランソワ・アブネックの指揮によって行われた。しかし、初演は不評のうちに終わった。また、アカデミー（学士院）からもかなり厳しい評価が下された。ベルリオーズ自身も「これは長くて散漫な曲になった。－中略－聴衆には受け入れられなかった。会場から出るとその日のうちに焼却してしまった」と記述している。しかし、彼の死後にこの作品の原稿が発見され、ブライトコプフ版の全集に加えられた。この曲の中の美しいコーラングレの独奏する旋律は、その翌1834年の『イタリアのハロルド』の主題として使われたのである。

## 曲の構成
3部構成
- アレグロ・ノン・トロッポ
- ラルゲット・エスプレシ－ヴォ・アッサイ
- アレグロ・ノン・トロッポ[2]

## 編成
- 木管楽器：フルート2（持ち替えでピッコロ1）、オーボエ1、コーラングレ1、クラリネット2、ファゴット2
- 金管楽器：ホルン2、トランペット2、バルブ式トランペット2、トロンボーン3
- 打楽器：ティンパニ1、ハープ１
- 弦五部

## 演奏時間
約13分。